# Reprezentacja Japonii w piłce ręcznej mężczyzn
Reprezentacja Japonii w piłce ręcznej mężczyzn (Hihon Handball Kyokai) – narodowy zespół piłkarzy ręcznych z Japonii. Reprezentuje swój kraj w rozgrywkach międzynarodowych.

## Historia
Federacja Piłki Ręcznej w Japonii powstała w 1938 roku jako Nihon Sokyu Kyokai. Celem powstania federacji był rozwój tej mało znanej dyscypliny w Japonii. II wojna światowa spowodowała, że Federacja przystąpiła do Międzynarodowej Federacji Piłki Ręcznej dopiero w 1952 roku. Był to pierwszy krok do pokazania się na scenie międzynarodowej. Wydarzenia te poprzedzone były znaczącym wzrostem zainteresowania siedmioosobową odmianą tej dyscypliny, w latach 50. XX wieku. W 1957 r. nastąpiła unifikacja i zaadaptowanie siedmioosobowej odmiany piłki ręcznej dla kobiet, a następnie w 1963 roku dla mężczyzn.
W 1961 reprezentacja Japonii uczestniczyła po raz pierwszy w mistrzostwach świata. Od tego czasu męska reprezentacja uczestniczyła już dziesięciokrotnie w tej imprezie. Jak dotąd w Igrzyskach Olimpijskich reprezentacja występowała czterokrotnie, w tym po raz pierwszy w Igrzyskach w Monachium, na których to piłka ręczna debiutowała jako nowa dyscyplina.
Po raz pierwszy na Mistrzostwach Azji reprezentacja wystąpiła po raz pierwszy w 1961 roku.
Federacja została oficjalnie zarejestrowana w 1981.
W latach 1991 i 1994 mistrzostwa Azji odbyły się w Japonii, w Hiroszimie. A w 1997 Japonia była organizatorem mistrzostw świata.

## Turnieje

### Udział wmistrzostwach świata
| Rok  | Wynik | Źródło |
| ---- | ----- | ------ |
| 1938 | –     |        |
| 1954 | –     |        |
| 1958 | –     |        |
| 1961 | 12.   |        |
| 1964 | 13.   |        |
| 1967 | 11.   |        |
| 1970 | 10.   |        |
| 1974 | 12.   |        |
| 1978 | 12.   |        |
| 1982 | 14.   |        |
| 1986 | –     |        |
| 1990 | 15.   |        |
| 1993 | –     |        |
| 1995 | 23.   |        |
| 1997 | 15.   |        |
| 1999 | –     |        |
| 2001 | –     |        |
| 2003 | –     |        |
| 2005 | 16.   |        |
| 2007 | –     |        |
| 2009 | –     |        |
| 2011 | 16.   |        |
| 2013 | –     |        |
| 2015 | –     |        |
| 2017 | 22.   |        |
| 2019 | 24.   |        |
| 2021 | 19.   |        |
| 2023 | –     |        |

### Udział wigrzyskach olimpijskich
| Rok  | Wynik | Źródło |
| ---- | ----- | ------ |
| 1936 | –     |        |
| 1972 | 11.   |        |
| 1976 | 9.    |        |
| 1980 | –     |        |
| 1984 | 10.   |        |
| 1988 | 11.   |        |
| 1992 | –     |        |
| 1996 | –     |        |
| 2000 | –     |        |
| 2004 | –     |        |
| 2008 | –     |        |
| 2012 | –     |        |
| 2016 | –     |        |
| 2020 | 11.   |        |
| 2024 | 11.   |        |

### Udział wmistrzostwach Azji
| Rok  | Wynik | Źródło |
| ---- | ----- | ------ |
| 1977 | 1.    |        |
| 1979 | 1.    |        |
| 1983 | 2.    |        |
| 1987 | 2.    |        |
| 1989 | 2.    |        |
| 1991 | 2.    |        |
| 1993 | 3.    |        |
| 1995 | 4.    |        |
| 2000 | 3.    |        |
| 2002 | 6.    |        |
| 2004 | 2.    |        |
| 2006 | 5.    |        |
| 2008 | 6.    |        |
| 2010 | 3.    |        |
| 2012 | 4.    |        |
| 2014 | 9.    |        |
| 2016 | 3.    |        |
| 2018 | 6.    |        |
| 2020 | 3.    |        |
| 2022 | –     |        |
| 2024 | 2.    |        |

### Udział wigrzyskach azjatyckich
| Rok  | Wynik | Źródło |
| ---- | ----- | ------ |
| 1982 | 2.    |        |
| 1986 | 3.    |        |
| 1990 | 2.    |        |
| 1994 | 2.    |        |
| 1998 | 3.    |        |
| 2002 | 4.    |        |
| 2006 | 6.    |        |
| 2010 | 3.    |        |
| 2014 | 9.    |        |
| 2018 | 4.    |        |
| 2022 | 4.    |        |